# کیسانگانی
کیسانگانی (به لاتین: Kisangani) یک شهر در جمهوری دموکراتیک کنگو است که در استان اورینتال واقع شده‌است. این شهر تا پیش از ۱۹۶۶، استَنلی‌ویل (Stanleyville) نامیده می‌شد که برگرفته از نام کاشف اروپایی آن هنری مورتون استنلی بود.

## خصوصیات
کیسانگانی ۹۳۵٬۹۷۷ نفر جمعیت دارد و ۴۴۷ متر بالاتر از سطح دریا و در شمال شرق کشور واقع شده‌است.
| داده‌های اقلیم کیسانگانی            | داده‌های اقلیم کیسانگانی | داده‌های اقلیم کیسانگانی | داده‌های اقلیم کیسانگانی | داده‌های اقلیم کیسانگانی | داده‌های اقلیم کیسانگانی | داده‌های اقلیم کیسانگانی | داده‌های اقلیم کیسانگانی | داده‌های اقلیم کیسانگانی | داده‌های اقلیم کیسانگانی | داده‌های اقلیم کیسانگانی | داده‌های اقلیم کیسانگانی | داده‌های اقلیم کیسانگانی | داده‌های اقلیم کیسانگانی |
| ماه                                | ژانویه                  | فوریه                   | مارس                    | آوریل                   | مه                      | ژوئن                    | ژوئیه                   | اوت                     | سپتامبر                 | اکتبر                   | نوامبر                  | دسامبر                  | سال                     |
| ---------------------------------- | ----------------------- | ----------------------- | ----------------------- | ----------------------- | ----------------------- | ----------------------- | ----------------------- | ----------------------- | ----------------------- | ----------------------- | ----------------------- | ----------------------- | ----------------------- |
| سابقهٔ بیش‌ترین °C (°F)              | ۳۶ (۹۷)                 | ۳۶ (۹۷)                 | ۳۶ (۹۷)                 | ۳۵ (۹۵)                 | ۳۴ (۹۳)                 | ۳۴ (۹۳)                 | ۳۳ (۹۱)                 | ۳۳ (۹۱)                 | ۳۴ (۹۳)                 | ۳۴ (۹۳)                 | ۳۵ (۹۵)                 | ۳۵ (۹۵)                 | ۳۶ (۹۷)                 |
| میانگین بیش‌ترین °C (°F)            | ۳۱ (۸۸)                 | ۳۱ (۸۸)                 | ۳۱ (۸۸)                 | ۳۱ (۸۸)                 | ۳۱ (۸۸)                 | ۳۰ (۸۶)                 | ۲۹ (۸۴)                 | ۲۸ (۸۲)                 | ۲۹ (۸۴)                 | ۳۰ (۸۶)                 | ۲۹ (۸۴)                 | ۳۰ (۸۶)                 | ۳۱ (۸۸)                 |
| میانگین روزانه °C (°F)             | ۲۶ (۷۹)                 | ۲۶ (۷۹)                 | ۲۶ (۷۹)                 | ۲۶ (۷۹)                 | ۲۶ (۷۹)                 | ۲۵٫۵ (۷۸)               | ۲۴ (۷۵)                 | ۲۴ (۷۵)                 | ۲۴٫۵ (۷۶)               | ۲۵ (۷۷)                 | ۲۴٫۵ (۷۶)               | ۲۵ (۷۷)                 | ۲۵٫۲ (۷۷)               |
| میانگین کم‌ترین °C (°F)             | ۲۱ (۷۰)                 | ۲۱ (۷۰)                 | ۲۱ (۷۰)                 | ۲۱ (۷۰)                 | ۲۱ (۷۰)                 | ۲۱ (۷۰)                 | ۱۹ (۶۶)                 | ۲۰ (۶۸)                 | ۲۰ (۶۸)                 | ۲۰ (۶۸)                 | ۲۰ (۶۸)                 | ۲۰ (۶۸)                 | ۱۹ (۶۶)                 |
| سابقهٔ کم‌ترین °C (°F)               | ۱۷ (۶۳)                 | ۱۸ (۶۴)                 | ۱۷ (۶۳)                 | ۱۸ (۶۴)                 | ۱۸ (۶۴)                 | ۱۸ (۶۴)                 | ۱۷ (۶۳)                 | ۱۷ (۶۳)                 | ۱۷ (۶۳)                 | ۱۸ (۶۴)                 | ۱۸ (۶۴)                 | ۱۶ (۶۱)                 | ۱۶ (۶۱)                 |
| بارندگی میلی‌متر (اینچ)             | ۵۳ (۲٫۰۹)               | ۸۴ (۳٫۳۱)               | ۱۷۸ (۷٫۰۱)              | ۱۵۸ (۶٫۲۲)              | ۱۳۷ (۵٫۳۹)              | ۱۱۴ (۴٫۴۹)              | ۱۳۲ (۵٫۲)               | ۱۶۵ (۶٫۵)               | ۱۸۳ (۷٫۲)               | ۲۱۸ (۸٫۵۸)              | ۱۹۸ (۷٫۸)               | ۸۴ (۳٫۳۱)               | ۱٬۶۲۰ (۶۳٫۷۸)           |
| میانگین روزانه ساعت‌های تابش آفتاب  | ۱۸۷                     | ۱۷۰                     | ۱۸۷                     | ۱۸۰                     | ۱۸۷                     | ۱۵۰                     | ۱۲۴                     | ۱۲۵                     | ۱۵۰                     | ۱۸۶                     | ۱۵۰                     | ۱۵۵                     | ۱٬۹۵۱                   |
| منبع: BBC Weather Centre Kisangani |                         |                         |                         |                         |                         |                         |                         |                         |                         |                         |                         |                         |                         |